# Ecsenius alleni
Ecsenius alleni es una especie de pez de la familia Blenniidae en el orden de los Perciformes.

## Morfología
• Los machos pueden llegar alcanzar los 3,4 cm de longitud total.

## Reproducción
Es ovíparo.

## Hábitat
Es un pez de mar y de clima subtropical y asociado a los  arrecifes de coral que vive entre 1-35 m de profundidad.

## Distribución geográfica
Se encuentra en Australia Occidental.